# Hilal Athletic Nador
 Hilal Nador (arabisch نادي الهلال الناضوري)  ist ein 1956 gegründeter marokkanischer Fußballklub aus Nador.
Der Club ist der größte Sportverein in der Stadt neben dem Sportverein Fath Riadi Nadori. Die Profifußballmannschaft spielte 2010 in der GNF 2, der zweithöchsten marokkanischen Fußballliga. Der Klub verfügt über ein eigenes Stadion mit 5.000 Plätzen.

## Erfolge
Der Verein hat während dreier Spielzeiten in der ersten marokkanischen Erstklassigkeit gespielt. Seine beste Platzierung erreichte er in der Spielzeit 1987/88, die er auf dem siebten Tabellenrang beendete.